# ベネディクトゥス2世 (ローマ教皇)
ベネディクトゥス2世（Benedictus II, 635年? - 685年5月8日）は、第81代ローマ教皇（在位：684年6月26日 - 685年5月8日）。

## 生涯
ローマ出身。教皇に即位する前は司祭を務めた。683年に先代のレオ2世が死去したため、跡を継いだ。しかし東ローマ帝国から正式に教皇として承認を得たのは684年6月26日であった。このため、東ローマ皇帝から承認を得るのを簡素化するため交渉し、以後はラヴェンナ総督の承認を得る、すなわち皇帝の代理の承認を得ることになった。
教会改革にも取り組み、諸教会の修復に尽力した。685年5月8日に死去。
謙虚で優しい人柄だったと伝わる。